# Парис (митологија)
Парис (грч. Πάρις) је био митолошки син Пријама, краља Троје, који се појављује у низу грчких митова. Вероватно је најпознатији по отмици, или бегу, са Хеленом (Јеленом), краљицом Спарте, што је био непосредни повод за Тројански рат. Касније у току рата смртно је ранио Ахилеја стрелом у пету, као што је прорекла Ахилејева мајка Тетида.